# فرودگاه پتیمورا
 فرودگاه پتیمورا (به انگلیسی: Pattimura Airport) یک فرودگاه همگانی با کد یاتا AMQ است که یک باند فرود آسفالت دارد و طول باند آن ۲۵۰۰ متر است. این فرودگاه در شهر آمبون کشور اندونزی قرار دارد و در ارتفاع ۱۰ متری از سطح دریا واقع شده است.